# Pelecanoides whenuahouensis
Pelecanoides whenuahouensis — вид птиц из семейства буревестниковых. Эндемик Новой Зеландии. Ранее считалось, что это не отдельный вид, а уникальная популяция Pelecanoides georgicus.
В 2018 года было предложено выделить вид Pelecanoides whenuahouensis, но по данным на июль 2020 года он продолжает рассматриваться в качестве подвида в георгийского ныркового буревестника (Pelecanoides georgicus whenuahouensis).

## Среда обитания
Обитают только на свободном от хищников острове Кодфиш. При этом в единственной популяции менее 150 особей. В 2003 году популяция сильно пострадала от шторма, уничтожившего дюны. Ранее, судя по найденным останкам, Pelecanoides whenuahouensis гнездились и на некоторых других островах. На Окленде они перестали жить из-за уничтожения гнёзд новозеландскими морскими львами, а на Стьюарте из-за аналогичного поведения завезенной туда полинезийской крысы.